# Dolgani
I dolgani (in russo долганы?; auto-designazione: долган, тыа-киһи, һака (саха)) sono un gruppo etnico della Russia di origine turca che vivono nel Tajmyrskij rajon, kraj di Krasnojarsk. Secondo il censimento russo del 2002 vi erano 7.261 dolgani in Russia. Di questi, 5.517 vivevano in Tajmyria. Sono stati censiti, inoltre, 26 dolgani in Ucraina, dei quali solo 4 parlano la lingua dolgana (censimento ucraino del 2001).
I linguisti sostengono che i dolgani parlassero un dialetto della lingua jakuta, chiamato dolgano. L'identità dolgana emerse nel XIX secolo, quando alcuni evenchi, jakuti, ed enci e i cosiddetti braccianti della Tundra migrarono in questa regione dai fiumi Lena e Olenëk. 
In origine i dolgani erano un popolo nomade che praticava la caccia e l'allevamento delle renne. Furono in seguito costretti, nel corso dell'epoca sovietica, a trasformarsi in una popolazione stanziale e a costituirsi in kolchoz dedicandosi, oltre che alle attività precedenti, anche alla pesca, all'allevamento di bestiame e a piccoli lavori agricoli. 
La maggior parte dei dolgani appartiene alla Chiesa ortodossa russa ma sono altresì diffusi i vecchi culti di tipo animistico.